# Thalassarachna petiti
Thalassarachna petiti är en kvalsterart som först beskrevs av Angelier 1950.  Thalassarachna petiti ingår i släktet Thalassarachna och familjen Halacaridae. Arten är reproducerande i Sverige. Inga underarter finns listade i Catalogue of Life.